# Svojšovice
Svojšovice je vesnice v okrese Praha-východ, která je součástí obce Strančice. Nachází se 2 km na severozápad od Strančic. Prochází tudy železniční trať Praha - Benešov u Prahy a silnice II/107 a protéká Pitkovický potok. Je zde evidováno 114 adres.

## Další fotografie

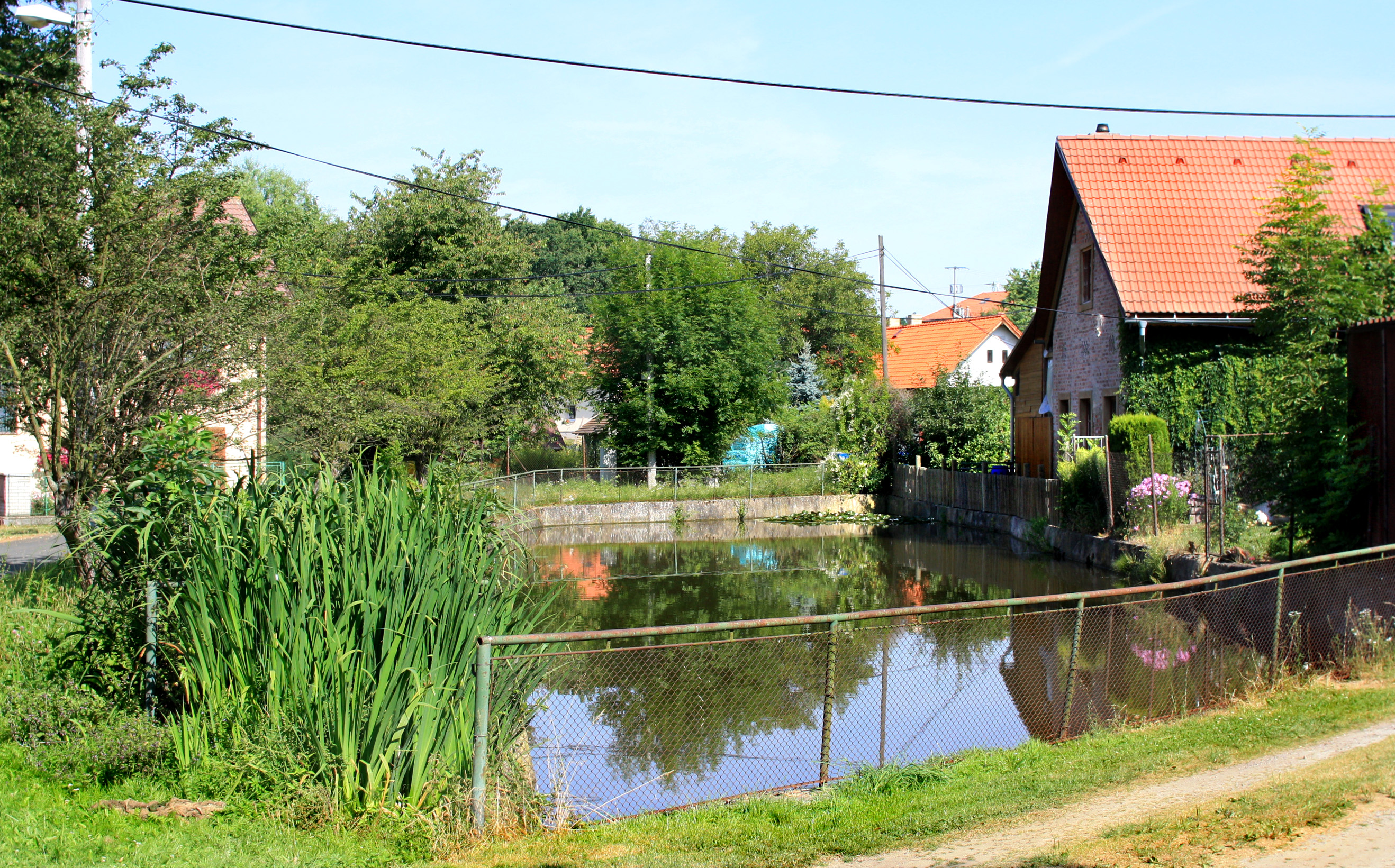
Obecní rybník
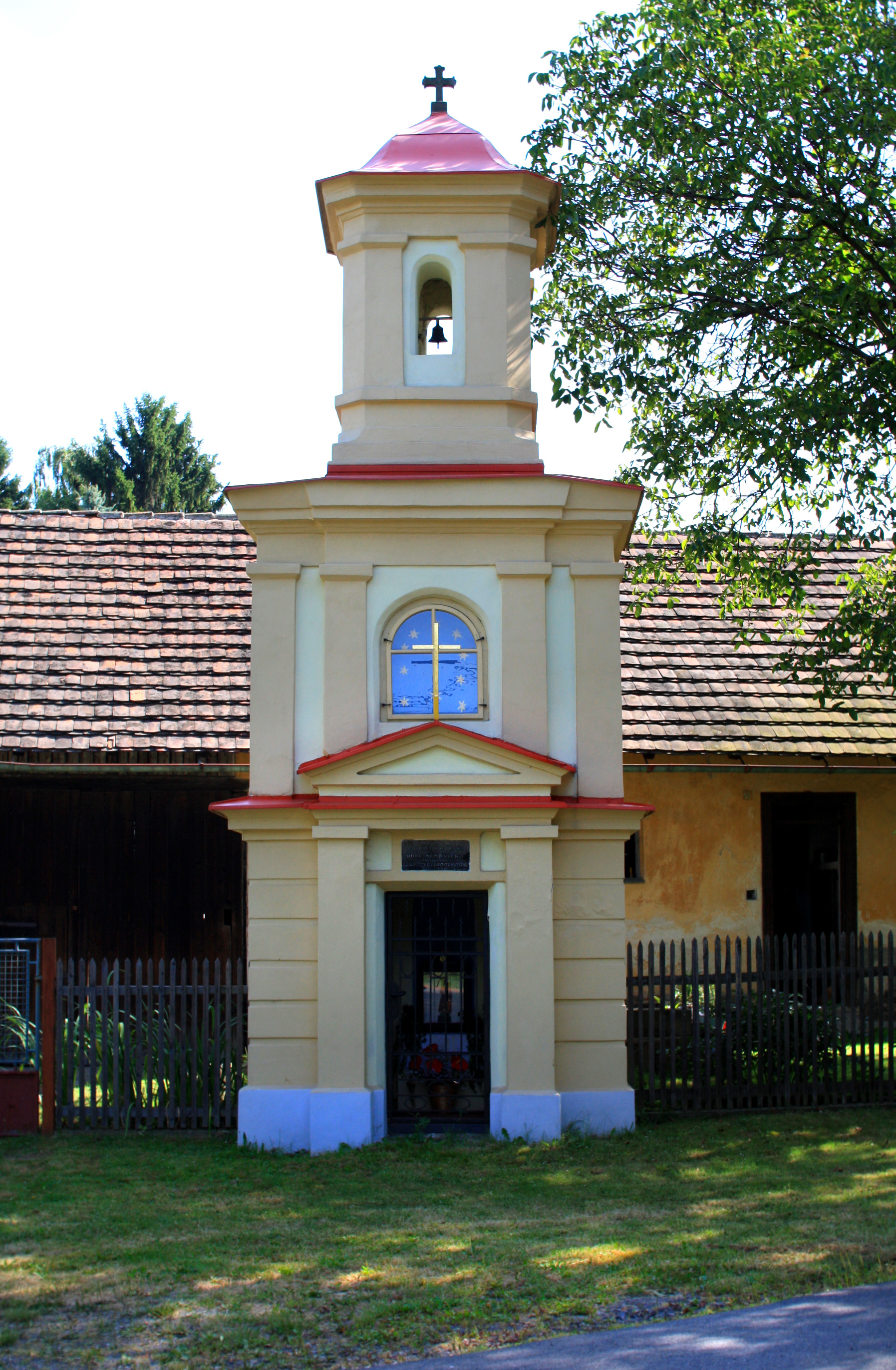
Kaplička